# Тучапи (Коломийський район)
Туча́пи — село в Україні, у Снятинській міській громаді Коломийського району Івано-Франківської області. До 2020 орган місцевого самоврядування — Тучапська сільська рада. Населення становить 542 особи. 
Відповідно до Розпорядження Кабінету Міністрів України від 12 червня 2020 року № 714-р «Про визначення адміністративних центрів та затвердження територій територіальних громад Івано-Франківської області» увійшло до складу Снятинської міської громади.

## Назва
В основі топоніма вжита лексема санскритської мови «tuccha» — пусте, мізерне, мале, дрібне. Село справді невеличке, але гарне.

## Історія
Першу письмову згадку про село датовано 27 травня 1437 року..

## Населення

### Мова
Розподіл населення за рідною мовою за даними перепису 2001 року:
| Мова       | Кількість | Відсоток |
| ---------- | --------- | -------- |
| українська | 542       | 100%     |

## Релігія
Церква Покрови Пресвятої Богородиці. Дерев'яна, однокупольна. Іконостас п'ятиярусний, невідомого майстра. Побудована 1858 року. Закрита 1961 року, відкрита й освячена 1989 року, Дзвіниця дерев'яна. Належить до ПЦУ. Настоятель ієрей Іван Лазаренко.